# Chippewa Falls, Wisconsin
Chippewa Falls este o localitate, municipalitate și sediul comitatului Chippewa, statul Wisconsin, Statele Unite ale Americii.
1. ↑   https://www.chippewafalls-wi.gov/your-government/mayor-and-city-council/mayor-and-city-council-members, accesat în 25 septembrie 2024 Lipsește sau este vid: |title= (ajutor)
2. ↑  2010 U.S. Gazetteer Files, accesat în 9 iulie 2020